# Yves-Marie Le Gouaz
Yves-Marie Le Gouaz (15 février 1742 à Brest - 12 juin 1816 à Paris) est un graveur français.

## Biographie
Élève de Nicolas Ozanne, dont il épousa une des sœurs (Marie-Jeanne), puis de Jacques Aliamet, il devint en 1770 graveur de l'Académie des sciences, qui le chargea de ses travaux. C'était un artiste habile, qui a laissé soixante gravures représentant des ports de France d'après des dessins d'Ozanne ; les Fables de Claude-Joseph Dorat d'après Clément-Pierre Marillier ; la Pêche de jour, la Pêche de nuit, le Choix du poisson, l’Embarquement de la jeune Grecque d'après Vernet ; Fin d'orage, d'après Peeters, etc.

Vers 1794, sa fille, Marie Amélie, épouse le graveur Jacques Joseph Coiny.

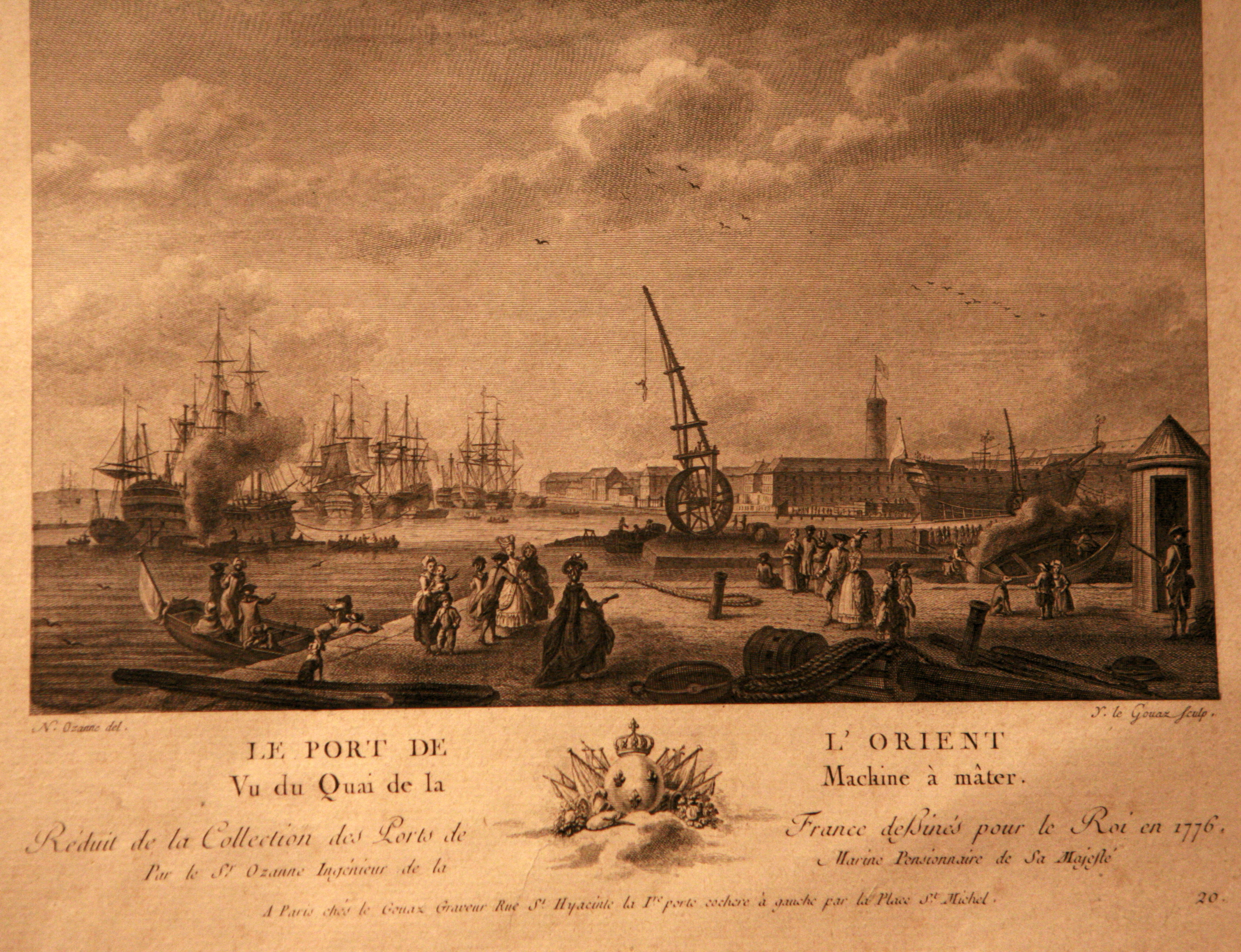
Le Port de Lorient vu du quai de la machine à mâter (1776).
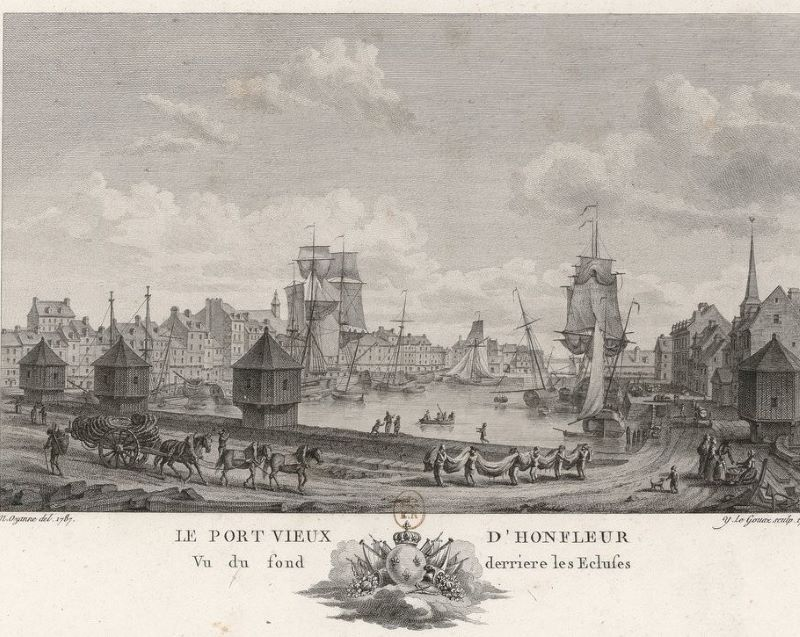
Le Port Vieux d’Honfleur vu du fond derrière les Écluses (1787-1789).